# Amenia (Nova Iorque)
Predefinição:Info/Localidade dos Esados Unidos
Amenia é uma cidade  (e Região censo-designada) localizada no estado americano de Nova Iorque, no Condado de Dutchess.

## Demografia
Segundo o censo americano de 2000, a sua população era de 4048 habitantes.

## Localidades na vizinhança
O diagrama seguinte representa as localidades num raio de 28 km ao redor de Amenia. 